# سيمبلين

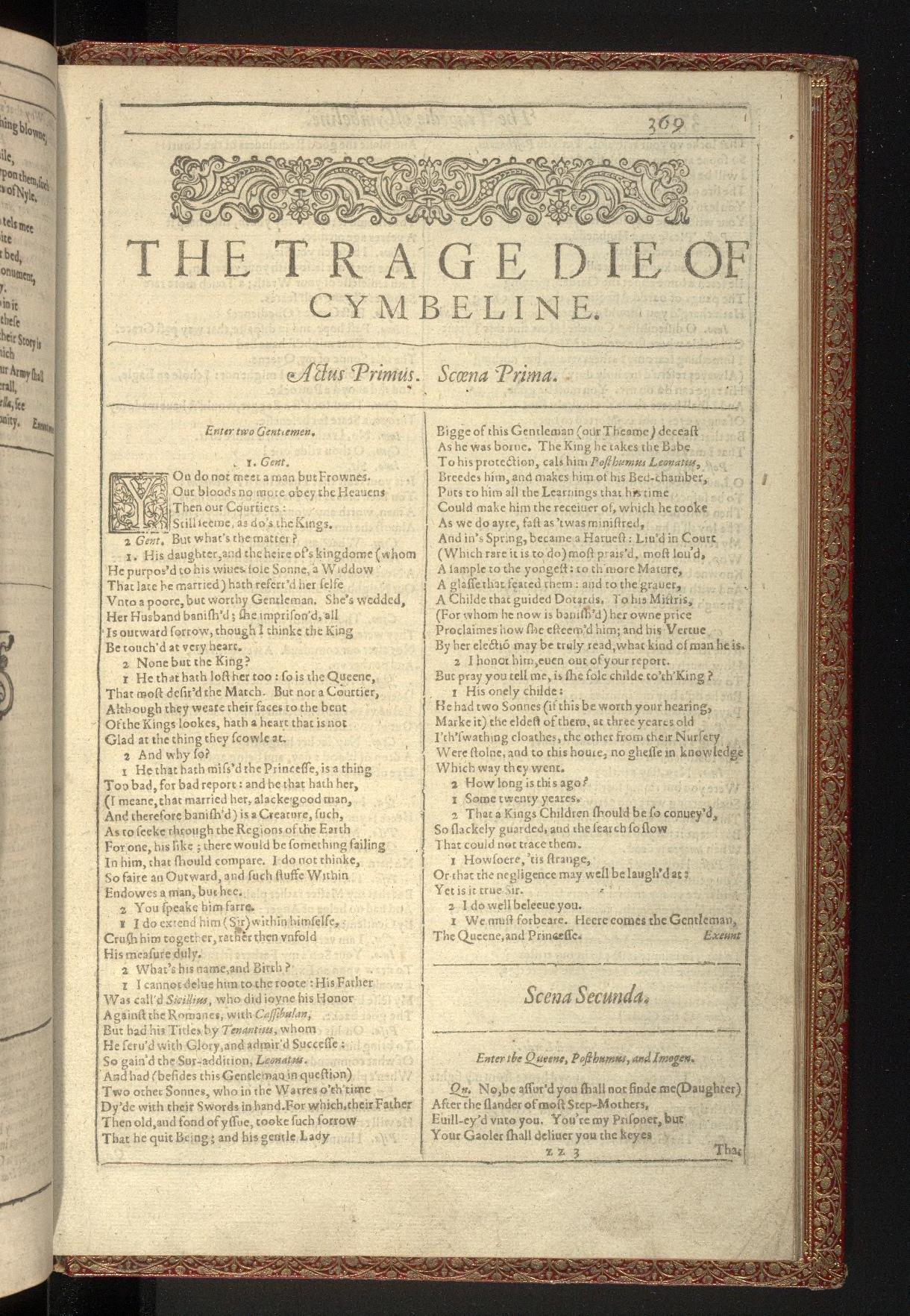
الصفحة الأولى من المسرحية.

سيمبلين (بالإنجليزية: Cymbeline) مسرحية للمؤلف الإنجليزي وليم شكسبير. لا يعرف بالضبط متى كتبها، لكن يعتقد أن الأداء الأول لها كان في عام 1611. تصنف بالكوميديا التراجيدية لأن فيها خصائص تراجيدية وكوميدية.